# 阿爾瓦迪托河
13°37′52″N 39°08′46″E / 13.631°N 39.146°E

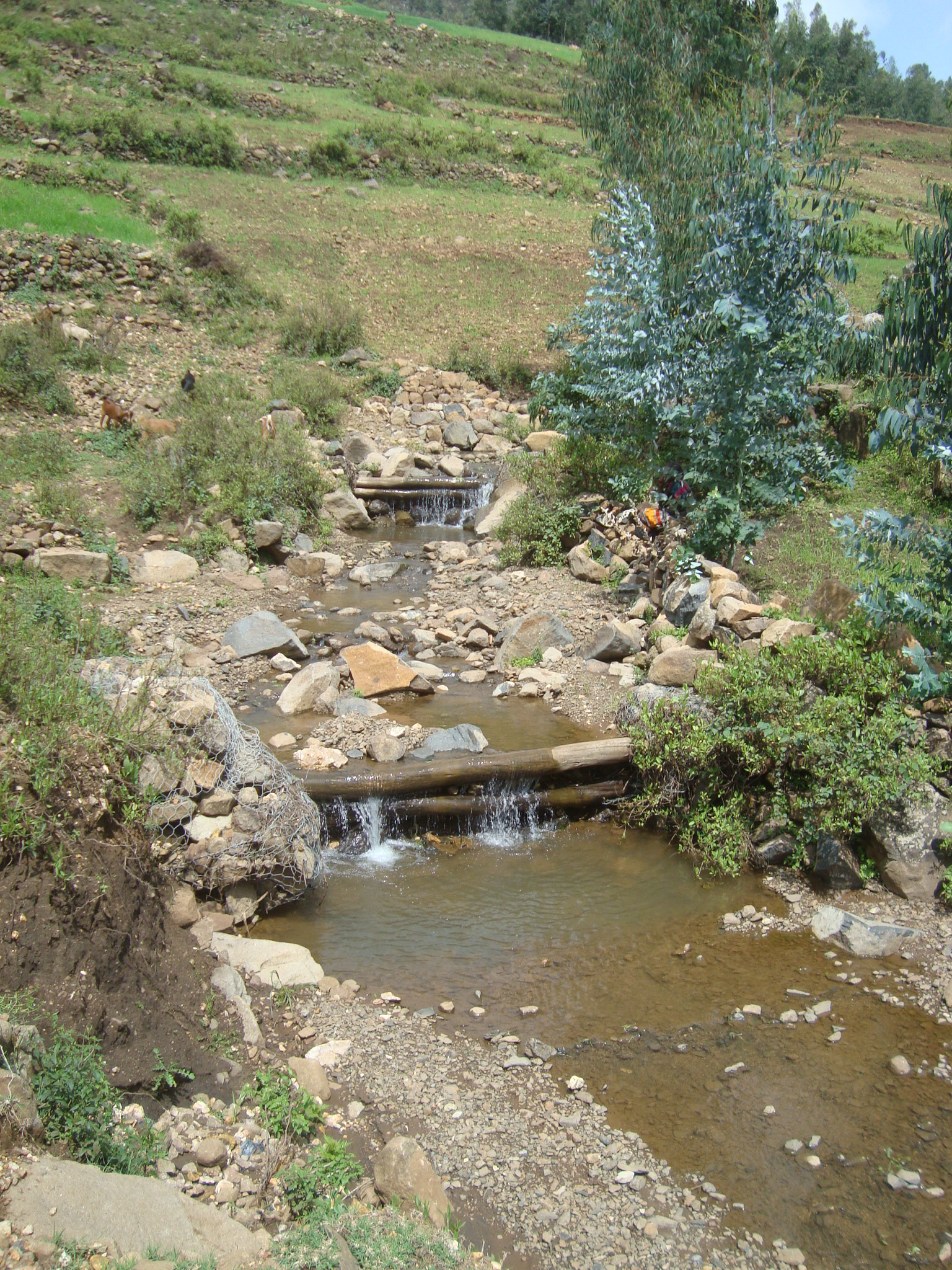

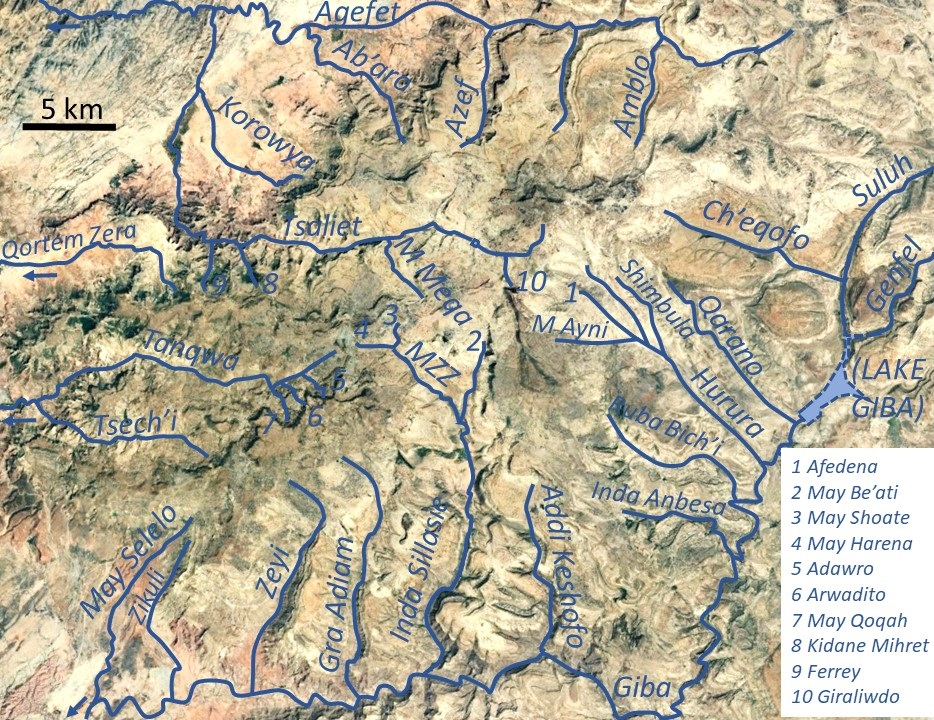

阿爾瓦迪托河是埃塞俄比亞的河流，位於該國北部，處於提格雷州，河道全長2公里，河床上的巨石和鵝卵石可能來自流域上游。